# Yūko Hara
Yūko Hara (原 由子 Hara Yūko?,  Yokohama, Prefectura de Kanagawa, 11 de diciembre de 1956), también conocida bajo su nombre de casada, Yūko Kuwata (桑田 由子 Kuwata Yūko?), es una cantante y compositora japonesa. Hara es principalmente conocida por ser la tecladista y corista de la banda Southern All Stars desde 1977.
En 1981, Hara comenzó su carrera como solista, bajo el sello discográfico de Victor Entertainment, con el sencillo I Love You wa Hitorigoto. En 1982, Hara contrajo matrimonio con el también músico Keisuke Kuwata, líder de Southern All Stars, con quien tiene dos hijos.

## Discografía
Álbum
- [1981.04.21] Hara Yuko ga Kataru Hitotoki
- [1983.11.21] Miss YOKOHAMADULT YUKO HARA 2nd.
- [1991.06.01] MOTHER

## Algunos álbumes
Compilation albums
- (1998) Loving You
- (2010) Hallad

## Álbum de versiones
- [2002.03.13] Tokyo Tamure

## Singles
- 1981.04.21] I Love You wa Hitorigoto
- [1981.07.21] Usagi no Uta
- [1982.03.21] Tanjoubi no Yoru
- [1983.08.21] Koi wa, Gotabou Moushi Agemasu
- [1983.11.05] Yokohama Ladies Blue
- [1987.08.21] Ajisai no Uta
- [1988.04.21] GIRL
- [1989.04.26] Kaijuu no Uta
- [1989.05.21] Tameiki no Bell ga Naru Toki
- [1990.09.21] Aishite Aishite Aishichatta no yo
- [1991.03.27] Heart Setsunaku
- [1991.05.29] Jinjin
- [1991.11.01] Makeru na Onna no Ko!
- [1997.10.29] Minna Ii Ko
- [1997.11.27] Namida no Tenshi ni Hohoemi wo
- [2007.11.07] Yume wo Chikatte Ki no Shita de (Hara Yuko x Fumido)
- [2009.08.19] Ai wo Arigatou

## Composición para otros músicos
- Asaka Yui “Kuroi Tori” (letra y música)
- Hirosue Ryoko “Kaze no Prism” (letra y música)
- “Arigato!” (letra y música)
- Ito Tsukasa “GOOD NIGHT” (Música)
- Yumemiru Season (letra y música)
- Kanzaki Yuko “Aoi Energy” (letra, música y producción)
- Koizumi Kyoko “Kiss Me Please” (letra)
- Saito Yuki “Anata ni Aitai” (letra y música)
- "Sayonara" (música)
- Shoujo Jidai (letra y música)
- Sakai Noriko “WORDS OF LOVE” (letra y música)